# Bakata
Cet article concerne le village chef-lieu. Pour le département et la commune rurale, voir Bakata (département).
Bakata est un village du département et la commune rurale de Bakata, dont il est le chef-lieu, situé dans la province du Ziro et la région du Centre-Ouest au Burkina Faso.

## Géographie

### Démographie
- En 2003, le village comptait 3 866 habitants estimés[2].
- En 2006, le village comptait 4 591 habitants recensés[1].

## Santé et éducation
La commune accueille plusieurs écoles primaires et un centre de santé et de promotion sociale (CSPS).